# Jiang Zemin
Jiang Zemin (n. 17 august 1926, Yangzhou⁠(d), Republica Chineză – d. 30 noiembrie 2022, Shanghai, Republica Populară Chineză) a fost un politician chinez, Secretar General al Partidului Comunist Chinez din 1989 până în 2002 și Președinte al Republicii Populare Chineze din 1993 până în 2003.